# Friuli Colli Orientali
Friuli Colli Orientali è una DOC riservata ad alcuni vini la cui produzione è consentita nella provincia di Udine, precedentemente definita "Colli Orientali del Friuli".

## Zona di produzione
La zona di produzione è compresa nel territorio dei comini di Attimis, Buttrio, Cividale del Friuli, Corno di Rosazzo, Faedis, Magnano in Riviera, Manzano, Moimacco, Nimis, Povoletto, Premariacco, Prepotto, Reana del Rojale, Remanzacco, San Giovanni al Natisone, San Pietro al Natisone, Tarcento, Tricesimo e Torreano, in provincia di Udine.
Le aree delimitate come sottozone vengono descritte negli appositi capitoli.

## Storia
Nel territorio friulano la presenza della viticoltura è accertata dall'epoca preromana.; nel periodo imperiale i riscontri più evidenti consistono nei testi di Erodiano, che racconta come i coloni latini inghirlandassero la campagna friulana con tralci di vite, e di Strabone, che cita l'esportazione oltralpe di vino principalmente da Forum Julii (l'attuale Cividale del Friuli).
Nell'VIII secolo i Longobardi eressero un tempietto i cui fregi richiamano la viticoltura.
Agli inizi del XX secolo Giacomo Meneghini da Nimis (meglio conosciuto come Jacun Pitor) dipinge a Cividale del Friuli un affresco raffigurante Bacco che troneggia con brocca e bicchiere in mano, seduto su una botte e affiancato dalla scritta: «Viva Bacco, il vino e la legria, ogni onesto scherzo vale fatto in buona compagnia».

### Schioppettino
Vitigno autoctono del Friuli-Venezia Giulia, viene citato per la prima volta nel 1282. Il nome deriva dal termine "scopp", forse riferito agli acini croccanti, forse al fatto che può subire la fermentazione malolattica in bottiglia, facendo esplodere il tappo. All'inizio degli anni ’70 era quasi scomparso, ma agli inizi del XXI secolo è stato reimpiantato, soprattutto nella zona di Prepotto, tanto da ottenere il riconoscimento nella sottozona di coltivazione tipica.

## Tecniche di produzione
- Produzione massima di uva: 110 quintali per ettaro in tutte le tipologie.
- Resa massima di uva in vino 70% per tutti i vitigni.
- Indicazione obbligatoria dell'annata di produzione delle uve.
- Operazioni di vinificazione effettuate nella provincia di Udine e nei comuni del Collio (Gorizia, Mossa, San Lorenzo Isontino, Farra d'Isonzo, Capriva del Friuli, Cormons, Dolegna del Collio, San Floriano del Collio).
- Invecchiamento in botti di legno sempre consentito.
- Menzione Riserva concessa ai vini invecchiati almeno due anni, esclusa la tipologia "Pignolo" per la quale ne sono richiesti tre.
- I vini monovarietali devono provenire da vigneti in cui il vitigno principale sia presente almeno per l'85%; la parte restante deve essere presente nei vigneti. L'indicazione del vitigno in etichetta deve trovarsi immediatamente sottostante alle indicazioni Friuli Colli Orientali e denominazione di origine controllata, in caratteri non superiori ad esse.

## Disciplinare
La DOC Friuli Colli Orientali è stata istituita con DM 20.07.1970 pubblicato sulla Gazzetta Ufficiale n. 247 del 30.09.1970
Successivamente è stata modificata con:
- DPR 10.01.1979, GU 166 - 19.06.1979
- DM 01.06.1987,  GU 144 - 23.06.1987
- DPR 03.05.1989, GU 258 - 04.11.1989 - errata corrige GU 288 - 11.12.1989
- DM 18.06.1992,  GU 147 - 24.06.1992
- DM 30.10.1995,  GU 278 - 28.11.1995
- DM 05.08.1997,  GU 204 - 02.08.1997
- DM 08.10.1997,  GU 247 - 22.10.1997
- DM 10.10.2001,  GU 250 - 26.10.2001
- DM 30.03.2006,  GU 83 – 08.04.2006
- DM 31.07.2007,  GU 182 - 07.08.2007
- DM 11.02.2008,  GU 42 – 19.02.2008
- DM 03.06.2008,  GU 137 - 13.06.2008
- DM 25.09.2008,  GU 232 - 03.10.2008
- DM 14.10.2011,  GU 248- 24.10.2011
- DM 30.11.2011, pubblicato sul sito ufficiale del Mipaaf
- La versione in vigore è stata approvata con DM 07.03.2014, pubblicato sul sito ufficiale del Mipaaf[1]

Nel corso degli anni sono state apportate numerose modifiche legislative:
- La denominazione iniziale era "Colli Orientali del Friuli";
- La tipologia "Tocai friulano" è diventata "Friulano" a seguito di accordi internazionali con la Slovenia e l'Unione europea;
- La tipologia "Rosato" è stata abrogata;
- Le tipologie riferite all'uva Picolit sono state scorporate e modificate alla creazione dell'omonima DOCG;
- La menzione "Superiore" è stata abrogata.

## Tipologie

### Zona principale

#### Bianco
| uvaggio                     | Chardonnay, Malvasia istriana, Pinot bianco, Pinot grigio, Ribolla gialla, Riesling renano, Sauvignon, Tocai friulano, Verduzzo friulano, Picolit. Escluso il Traminer aromatico. |
| titolo alcolometrico minimo | 11.00% vol. |
| acidità totale minima       | 4,00 g/l. |
| estratto secco minimo       | 15,00 g/l |

#### Rosso
| uvaggio                     | Cabernet, Cabernet franc, Cabernet Sauvignon, Carmenere, Merlot, Pignolo, Pinot nero, Refosco dal peduncolo rosso, Refosco nostrano, Schioppettino, Tazzelenghe. |
| titolo alcolometrico minimo | 11.00% vol. |
| acidità totale minima       | 4,00 g/l. |
| estratto secco minimo       | 18,00 g/l |

#### Dolce
| uvaggio                     | Chardonnay, Malvasia istriana, Pinot bianco, Pinot grigio, Ribolla gialla, Riesling renano, Sauvignon, Tocai friulano, Verduzzo friulano, Picolit, Traminer aromatico. |
| titolo alcolometrico minimo | 12.00% vol. |
| acidità totale minima       | 4,00 g/l. |
| estratto secco minimo       | 18,00 g/l |

#### Chardonnay
| uvaggio                     | Chardonnay  |
| titolo alcolometrico minimo | 11.00% vol. |
| acidità totale minima       | 4,00 g/l.   |
| estratto secco minimo       | 15,00 g/l   |

#### Malvasia
| uvaggio                     | Malvasia istriana |
| titolo alcolometrico minimo | 11.00% vol.       |
| acidità totale minima       | 4,00 g/l.         |
| estratto secco minimo       | 15,00 g/l         |

#### Pinot bianco
| uvaggio                     | Pinot bianco |
| titolo alcolometrico minimo | 11.00% vol.  |
| acidità totale minima       | 4,00 g/l.    |
| estratto secco minimo       | 15,00 g/l    |

#### Pinot grigio
| uvaggio                     | Pinot grigio |
| titolo alcolometrico minimo | 11.00% vol.  |
| acidità totale minima       | 4,00 g/l.    |
| estratto secco minimo       | 15,00 g/l    |

#### Ribolla gialla
| uvaggio                     | Ribolla gialla |
| titolo alcolometrico minimo | 11.00% vol.    |
| acidità totale minima       | 4,00 g/l.      |
| estratto secco minimo       | 15,00 g/l      |

#### Riesling
| uvaggio                     | Riesling renano |
| titolo alcolometrico minimo | 11.00% vol.     |
| acidità totale minima       | 4,00 g/l.       |
| estratto secco minimo       | 15,00 g/l       |

#### Sauvignon
| uvaggio                     | Sauvignon   |
| titolo alcolometrico minimo | 11.00% vol. |
| acidità totale minima       | 4,00 g/l.   |
| estratto secco minimo       | 15,00 g/l   |

#### Friulano
| uvaggio                     | Tocai friulano |
| titolo alcolometrico minimo | 11.00% vol.    |
| acidità totale minima       | 4,00 g/l.      |
| estratto secco minimo       | 15,00 g/l      |

#### Traminer aromatico
| uvaggio                     | Traminer aromatico |
| titolo alcolometrico minimo | 11.00% vol.        |
| acidità totale minima       | 4,00 g/l.          |
| estratto secco minimo       | 15,00 g/l          |

#### Verduzzo friulano
Nei primi disciplinari era definito«Ramandolo».
| uvaggio                     | Verduzzo friulano |
| titolo alcolometrico minimo | 11.00% vol.       |
| acidità totale minima       | 4,00 g/l.         |
| estratto secco minimo       | 15,00 g/l         |

#### Cabernet
| uvaggio                     | Cabernet franc, Cabernet Sauvignon e Carmenere, anche congiuntamente |
| titolo alcolometrico minimo | 11.00% vol.                                                          |
| acidità totale minima       | 4,00 g/l.                                                            |
| estratto secco minimo       | 18,00 g/l                                                            |

#### Cabernet franc
| uvaggio                     | Cabernet franc |
| titolo alcolometrico minimo | 11.00% vol.    |
| acidità totale minima       | 4,00 g/l.      |
| estratto secco minimo       | 18,00 g/l      |

#### Cabernet Sauvignon
| uvaggio                     | Cabernet Sauvignon |
| titolo alcolometrico minimo | 11.00% vol.        |
| acidità totale minima       | 4,00 g/l.          |
| estratto secco minimo       | 18,00 g/l          |

#### Merlot
| uvaggio                     | Merlot      |
| titolo alcolometrico minimo | 11.00% vol. |
| acidità totale minima       | 4,00 g/l.   |
| estratto secco minimo       | 18,00 g/l   |

#### Pignolo
| uvaggio                     | Pignolo     |
| titolo alcolometrico minimo | 11.00% vol. |
| acidità totale minima       | 4,00 g/l.   |
| estratto secco minimo       | 18,00 g/l   |

#### Pinot nero
| uvaggio                     | Pinot nero  |
| titolo alcolometrico minimo | 11.00% vol. |
| acidità totale minima       | 4,00 g/l.   |
| estratto secco minimo       | 18,00 g/l   |

#### Refosco dal peduncolo rosso
| uvaggio                     | Refosco dal peduncolo rosso |
| titolo alcolometrico minimo | 11.00% vol.                 |
| acidità totale minima       | 4,00 g/l.                   |
| estratto secco minimo       | 18,00 g/l                   |

#### Schioppettino
| uvaggio                     | Schioppettino |
| titolo alcolometrico minimo | 11.00% vol.   |
| acidità totale minima       | 4,00 g/l.     |
| estratto secco minimo       | 18,00 g/l     |

#### Tazzelenghe
| uvaggio                     | Tazzelenghe |
| titolo alcolometrico minimo | 11.00% vol. |
| acidità totale minima       | 4,00 g/l.   |
| estratto secco minimo       | 18,00 g/l   |

### Sottozona "Cialla"

#### Zona, tecniche di produzione e tipologie
- La zona di produzione consiste in parte del territorio di Faedis, Nimis, Attimis, Torreano, Povoletto e Tarcento.
- I vini monovarietali devono provenire da vigneti in cui il vitigno principale sia presente almeno per l'85% per i vigneti esistenti; per i nuovi impianti tale limite sale al 95. La parte restante deve essere presente nei vigneti.
- L'indicazione del vitigno in etichetta deve trovarsi immediatamente sottostante alle indicazioni Friuli Colli Orientali e denominazione di origine controllata, in caratteri non superiori ad esse.
- Operazioni di vinificazione all'interno della zona di produzione e nel comune di Prepotto (limitatamente ai residenti che abbiano i vigneti all'interno della sottozona).
- La menzione Riserva spetta ai vini con invecchiamento di almeno quattro anni.

##### Bianco Cialla
| uvaggio                        | uve a bacca bianca |
| titolo alcolometrico minimo    | 12.00% vol.        |
| acidità totale minima          | 4,00 g/l.          |
| estratto secco minimo          | 15,00 g/l          |
| resa massima di uva per ettaro | 80 q.              |

##### Rosso Cialla
| uvaggio                        | uve a bacca rossa |
| titolo alcolometrico minimo    | 12.00% vol.       |
| acidità totale minima          | 4,00 g/l.         |
| estratto secco minimo          | 18,00 g/l         |
| resa massima di uva per ettaro | 60 q.             |

##### Refosco dal peduncolo rosso Cialla
| uvaggio                        | Refosco dal peduncolo rosso |
| titolo alcolometrico minimo    | 12.00% vol.                 |
| acidità totale minima          | 4,00 g/l.                   |
| estratto secco minimo          | 18,00 g/l                   |
| resa massima di uva per ettaro | 60 q.                       |
| invecchiamento                 | almeno due anni             |

##### Ribolla gialla Cialla
| uvaggio                        | Ribolla gialla |
| titolo alcolometrico minimo    | 12.00% vol.    |
| acidità totale minima          | 4,00 g/l.      |
| estratto secco minimo          | 15,00 g/l      |
| resa massima di uva per ettaro | 80 q.          |

##### Schioppettino Cialla
| uvaggio                        | Schioppettino   |
| titolo alcolometrico minimo    | 12.00% vol.     |
| acidità totale minima          | 4,00 g/l.       |
| estratto secco minimo          | 18,00 g/l       |
| resa massima di uva per ettaro | 60 q.           |
| invecchiamento                 | almeno due anni |

##### Verduzzo friulano Cialla
| uvaggio                        | Verduzzo friulano |
| titolo alcolometrico minimo    | 12.00% vol.       |
| acidità totale minima          | 4,00 g/l.         |
| estratto secco minimo          | 16,00 g/l         |
| resa massima di uva per ettaro | 80 q.             |
| invecchiamento                 | almeno un anno    |

### Sottozona "Ribolla Gialla di Rosazzo"

#### Zona e tecniche di produzione
- L'area delimitata è una piccola zona vitata a cavallo tra i comuni di San Giovanni al Natisone, Manzano e Corno di Rosazzo.
- Le operazioni di vinificazione devono essere effettuate nei comuni su cui essa ricade o in comuni a questi confinanti.

#### Ribolla Gialla di Rosazzo
| uvaggio                        | Ribolla gialla |
| titolo alcolometrico minimo    | 12.00% vol.    |
| acidità totale minima          | 4,00 g/l.      |
| estratto secco minimo          | 15,00 g/l      |
| resa massima di uva per ettaro | 80 q.          |

### Sottozona "Pignolo di Rosazzo"

#### Zona e tecniche di produzione
- L'area delimitata è una piccola zona vitata a cavallo tra i comuni di Corno di Rosazzo, Manzano e San Giovanni al Natisone.
- Le operazioni di vinificazione possono avvenire nei comuni in cui essa ricade o in comuni a questi confinanti.
- Nella vinificazione ed affinamento del vino è consentito l'uso di contenitori di legno.

#### Pignolo di Rosazzo
| uvaggio                        | Pignolo             |
| titolo alcolometrico minimo    | 12.00% vol.         |
| acidità totale minima          | 3,00 g/l.           |
| estratto secco minimo          | 18,00 g/l           |
| resa massima di uva per ettaro | 80 q.               |
| invecchiamento                 | almeno quattro anni |

### Sottozona "Schioppettino di Prepotto"

#### Zona e tecniche di produzione
- L'area della sottozona consiste in una parte del comune di Prepotto, con l'esclusione dei territori già compresi nella sottozona «Cialla».
- La raccolta dell'uva deve essere eseguita manualmente.
- Le operazioni di vinificazione possono essere effettuate a Prepotto e nei comuni confinanti, purché siano pertinenti a conduttori di vigneti ammessi alla produzione di «Schioppettino di Prepotto».
- È obbligatorio l'affinamento in botti di legno per almeno 12 mesi.
- La menzione riserva' è riservata a vini invecchiati almeno quattro anni.

#### Schioppettino di Prepotto
| uvaggio                        | Schioppettino   |
| titolo alcolometrico minimo    | 12,50% vol.     |
| acidità totale minima          | 4,50 g/l.       |
| estratto secco minimo          | 24,00 g/l       |
| resa massima di uva per ettaro | 70 q.           |
| invecchiamento                 | almeno due anni |

### Sottozona "Refosco di Faedis"

#### Zona e tecniche di produzione
- La sottozona è compresa nei comuni di Faedis, Torreano, Attimis, Nimis, Povoletto e Tarcento.
- Le uve devono provenire da vigneti in cui il vitigno principale sia presente almeno per l'85% per i vigneti esistenti; per i nuovi impianti tale limite sale al 95%. La parte restante deve essere presente nei vigneti.
- La menzione Riserva spetta al vino con invecchiamento di almeno tre anni.

#### Refosco di Faedis
| uvaggio                     | Refosco nostrano |
| titolo alcolometrico minimo | 11.00% vol.      |
| acidità totale minima       | 4,00 g/l.        |
| estratto secco minimo       | 20,00 g/l        |